# Stepnoe (Oblast' autonoma ebraica)
Stepnoe (in lingua russa Степное) è un centro abitato dell'Oblast' autonoma ebraica, situato nel Leninskij rajon.